# Сотовая связь Башкортостана
Сотовая связь Башкортостана — российский оператор сотовой связи и широкополосного беспроводного доступа в Интернет, имеет лицензии на частоты 450 МГц, реорганизованный в 2018 году.
Создан в 1993 году. Офис в городе Уфе Республики Башкортостан. Протяженность радиорелейных линий более 1000 километров. С 2003 года в Уфе начал функционировать стандарт CDMA-2000-1х. С июля 2008 года предоставляет услуги мобильного высокоскоростного доступа в Интернет на основе технологии EV-DO. Также предлагает услуги удалённого видеонаблюдения.
Единственным акционером компании до 2017 года являлась ПАО «Башинформсвязь», которая в свою очередь принадлежит ПАО «Ростелеком».
Доля компании на рынке мобильной связи в Башкирии по итогам 2015 года менее 1 %.
Занимала 7,5 % рынка широкополосного доступа в Республике Башкортостан в 2015 году.
ПАО «Мобильные ТелеСистемы» (МТС) приобрело 100 % акций регионального оператора мобильной связи «Сотовая связь Башкортостана» (ССБ, бренд «Сотел»). Сумма сделки составила 300 млн руб., включая чистый долг компании.